# Tom Rennie
El major general Thomas Gordon Rennie CB DSO MBE (3 de gener de 1900 - 24 de març de 1945) va ser un oficial de l'exèrcit britànic que va servir amb distinció durant la Segona Guerra Mundial. Va ser l'oficial general al comandament (GOC) de la 3a Divisió d'Infanteria durant el desembarcament de Normandia el juny de 1944. Va ser ferit el 13 de juny, però es va recuperar ràpidament i va rebre el comandament de la 51a Divisió d'Infanteria (Highland), que va dirigir per a la resta de la campanya a l'Europa occidental fins que va resultar mort en combat durant l'operació Saqueig, la travessa Aliada del riu Rin, el març de 1945.

## Carrera militar

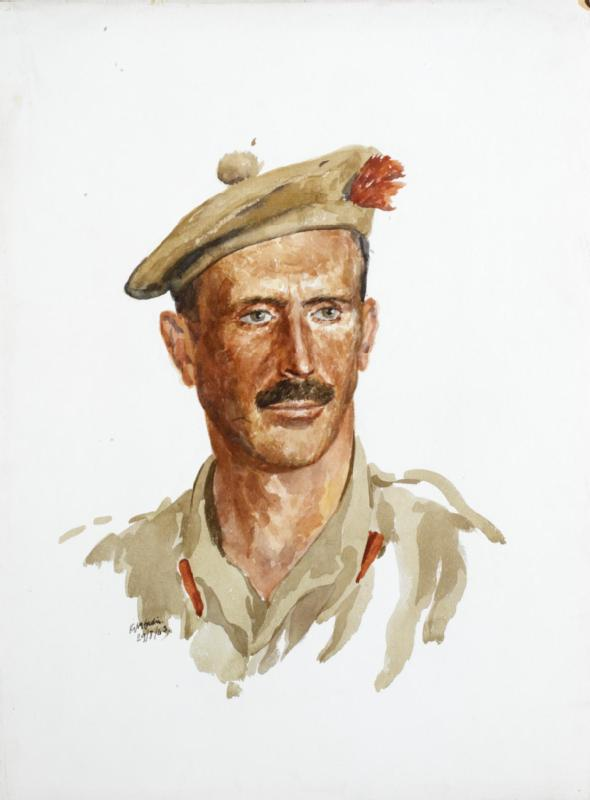
Un retrat de cap i espatlla del brigadier TG Rennie amb uniforme.

Educat a la Loretto School i al Royal Military College de Sandhurst, Rennie va rebre la comissió com a segon tinent als Black Watch (Royal Highland Regiment) el 16 de juliol de 1919.
Després d'assistir al Staff College de Camberley de 1933 a 1934, va assistir al servei actiu a la Segona Guerra Mundial, va ser fet presoner a Saint-Valery-en-Caux durant les etapes finals de la batalla de França el juny de 1940, però després va escapar de nou. dies després.
Va ser nomenat Comandant (CO) del 5è Batalló, Black Watch (Royal Highland Regiment) el 1942, liderant el batalló a la Segona Batalla d'El Alamein l'octubre de 1942,després esdevenint Comandant de la 154a Brigada d'Infanteria i liderant aquesta formació per a la invasió aliada de Sicília el juliol de 1943.

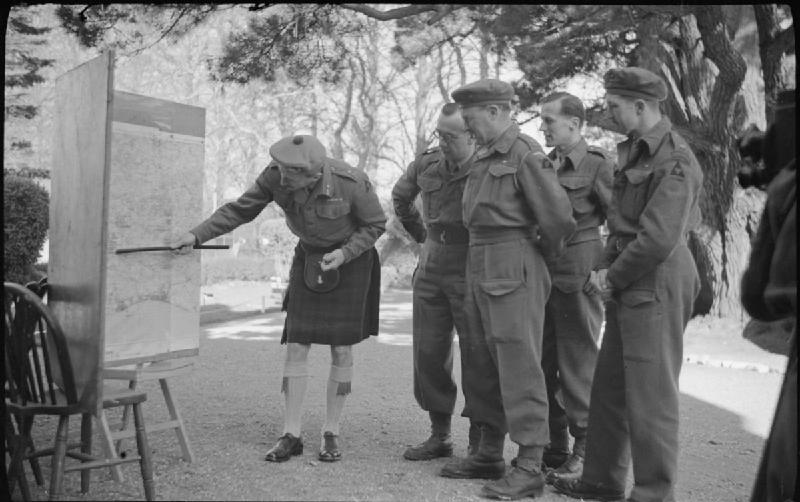
El major-general Thomas Rennie, 3a divisió del GOC, estudiant un mapa amb altres oficials a la seu de la division durant un exercici, l'1 de maig de 1944.

Cap a finals de 1943 es va decidir retirar la 51a Divisió, juntament amb altres tres formacions experimentades en la batalla, i enviar-les de tornada a Gran Bretanya per enfortir el 21è Grup d'Exèrcits anglo-canadenc per a la invasió aliada de Normandia, prevista per a la primavera de 1944. Per tant, la brigada de Rennie va arribar a Anglaterra a finals de novembre. El 12 de desembre Rennie va ser ascendit al rang de major general en funcions i va rebre un nou nomenament com a oficial general al comandament (GOC) de la 3a divisió d'infanteria. La 3a Divisió era una de les divisions originals de l'Exèrcit Regular i havia lluitat sota el comandament de Montgomery amb la BEF l'any 1940. Des de llavors no havia servit a l'estranger i només havia servit al Regne Unit fins que va ser transferida a mitjans de 1943 al 21è Grup d'Exèrcits, llavors comandat pel general Sir Bernard Paget. Com a resultat, quan Rennie va succeir al major general William Ramsden com a GOC, va trobar que la divisió, que aleshores s'entrenava en operacions combinades a Escòcia, estava extremadament ben entrenada però gairebé completament mancada d'experiència a la batalla. L'abril de 1944 la divisió va ser enviada al sud d'Anglaterra per començar els seus últims preparatius per a la invasió de Normandia, on havia de ser una de les formacions d'assalt per a les etapes inicials de la invasió. El 13 de juny va resultar ferit.
De tornada al servei actiu va ser nomenat oficial general al comandament de la 51a divisió d'infanteria (Highland), però el març de 1945, després de creuar el Rin, va resultar mort per tir de morter. Va deixar una vídua i dos fills.
Està enterrat al cementiri de guerra del bosc de Reichswald.

## Carrera

### Dates de promoció
- Tinent de 2a - 16/07/1919 [18139]
- Tinent - 16/07/1921
- Capità - 22/09/1933
- Major - 01/08/1938
- Tinent Coronel - 15/11/1940
- Coronel - 05/05/1943
- Brigadier - 08/10/1943
- Major General - 12/12/1944 (en funcions - 12/12/1943-11/12/1944)

### Condecoracions
Company de l'Orde del Bany – 28/9/1944
 Orde del Servei Distingit – 14/1/1943
 Membre de l'Imperi Britànic -09/6/1938
 Estrella de 1939-45
 Estrella d'Àfrica
 Estrella d'Itàlia
 Estrella de França i Alemanya
 Medalla de la Guerra 1939-1945